# Levis (arbre)
Pour les articles homonymes, voir Lévis (homonymie).
Un levis est le nom vernaculaire donné dans le sud-ouest de la France aux roselières flottantes, aux roselières boisées et en particulier à des sortes d'îles flottantes boisées. 

## Description
Un levis est constitué d'une litière peu dégradée de rhizomes de roseaux et d'autres hélophytes maintenus par un entrelacs de racines et radicelles de ligneux, mousses, branches... pouvant dépasser un mètre d'épaisseur, dérivant au gré du courant, supportant éventuellement de jeunes arbres (En France, saules et bouleaux) 

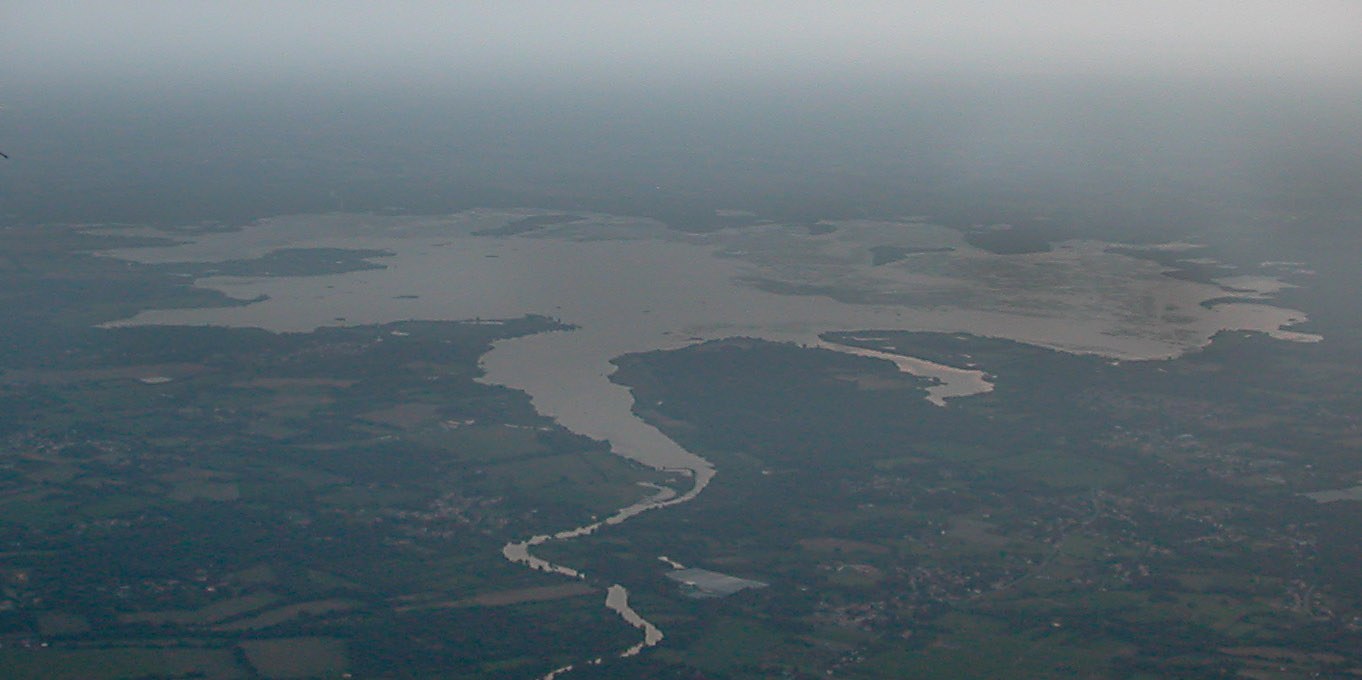
Les plus grands levis sont en France ceux du lac de Grand-Lieu.

En France, les levis les plus spectaculaires sont ceux du lac de Grand-Lieu, où une « forêt flottante » d'environ 200 à 400 ha peut être observée (surtout au nord et à l'ouest du lac). Les îlots de quelques dizaines de mètres carrés à quelques hectares sont boisés de saules et surtout d'aulnes glutineux. C'est un des modes de dispersion des gènes originaux. Une crue ou une tempête peut permettre à un îlot boisé de parcourir plusieurs km en quelques heures.

## Formation et dynamique
- des blocs plus ou moins tourbeux et de feuilles et roseaux peu dégradés forment d'abord une sorte de radeau flottant sur lequel tombent des graminées et graines de jeunes arbres. Le support initial peut être aussi un radeau dont la base est un ou plusieurs troncs d'arbres de bois léger tombés dans l'eau à la suite d'une tempête[2].
- profitant de l'eau et du soleil, l'îlot dérive au gré du vent et se colonise peu à peu
- quand les arbres grandissent, la prise au vent augmente et l'ilot est emporté dans le sens du vent dominant (du courant dans certaines zones tropicales). Un plan d'eau comme le lac de Grand-Lieu peut être traversé en 24 h par un petit îlot boisé ou en 3 à 4 saisons par les grands levis[2].
- quand les arbres deviennent trop grand, ou que l'îlot est très alourdi par la végétation, il coule ou s'ancre sur une berge (située sous le vent dominant) ou sur un haut-fond ou en bordure d'un îlot émergé.
- Sur des zones telle que Grand-Lieu, la plupart des arbres échoués meurent après quelques mois ou années[2]

## Habitat
Ces levis forment un habitat mobile particulier, qui accueille notamment des plantes aquatiques. Les radicelles abritent sur et dans le substrat ou aux interfaces avec l'eau libre ;
- des arbres, parfois densément (jusqu'à 10 jeunes aulnes par mètre carré)[2];
- des communautés fongiques et bactériennes symbiotiques qui aident les arbres à puiser leur nourriture dans l'eau.
- des plantes aquatiques de la strate herbacée, phragmites australis, phalaris arundinacea, touradons de grandes laîches (laîche élevée et/ou paniculée), fougère des marais, et localement même de l'osmonde royale.
- de jeunes poissons et de nombreux invertébrés (crustacés, escargots aquatiques...)[2];
- des oiseaux qui peuvent y nicher. Par exemple 480 nichées de fuligules milouins ont été observées sur les levis du lac de Grand-Lieu en 2008, profitant ainsi d'un support qui s'élève avec les crues, là où d'autres voient ou verraient leur nid détruit par l'eau qui monte (anatidés, poules d'eau)[2];
- des mammifères (loutres [2] à Grand-lieu, loutres, castors ou visons en Amérique du nord). Le ragondin semble aussi parfois présent sur les lévis du lac de Grand-Lieu où il est une espèce introduite, réputée invasive[1].

### Communauté
Le levis forme une communauté d'espèces végétales, fongiques et animales (invertébrés, oiseaux, amphibiens), qui évolue saisonnièrement et au cours de la vie de l'îlot.

## Records
- Taille : certaines îles du lac de Grand-Lieu font plus d'un hectare[2].
- Âge : certains levis sont vieux de plusieurs années ou se reforment sur des îlots dont les arbres se sont couchés[2].
- Épaisseur : au lac de Grand-Lieu la couche flottante mesure parfois plus d'un mètre d'épaisseur [2].